# 霍羅爾區

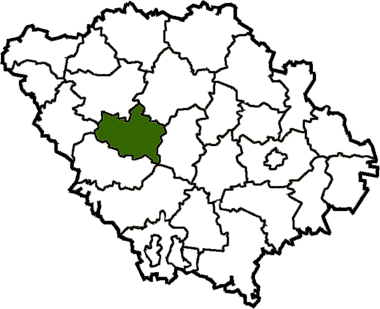

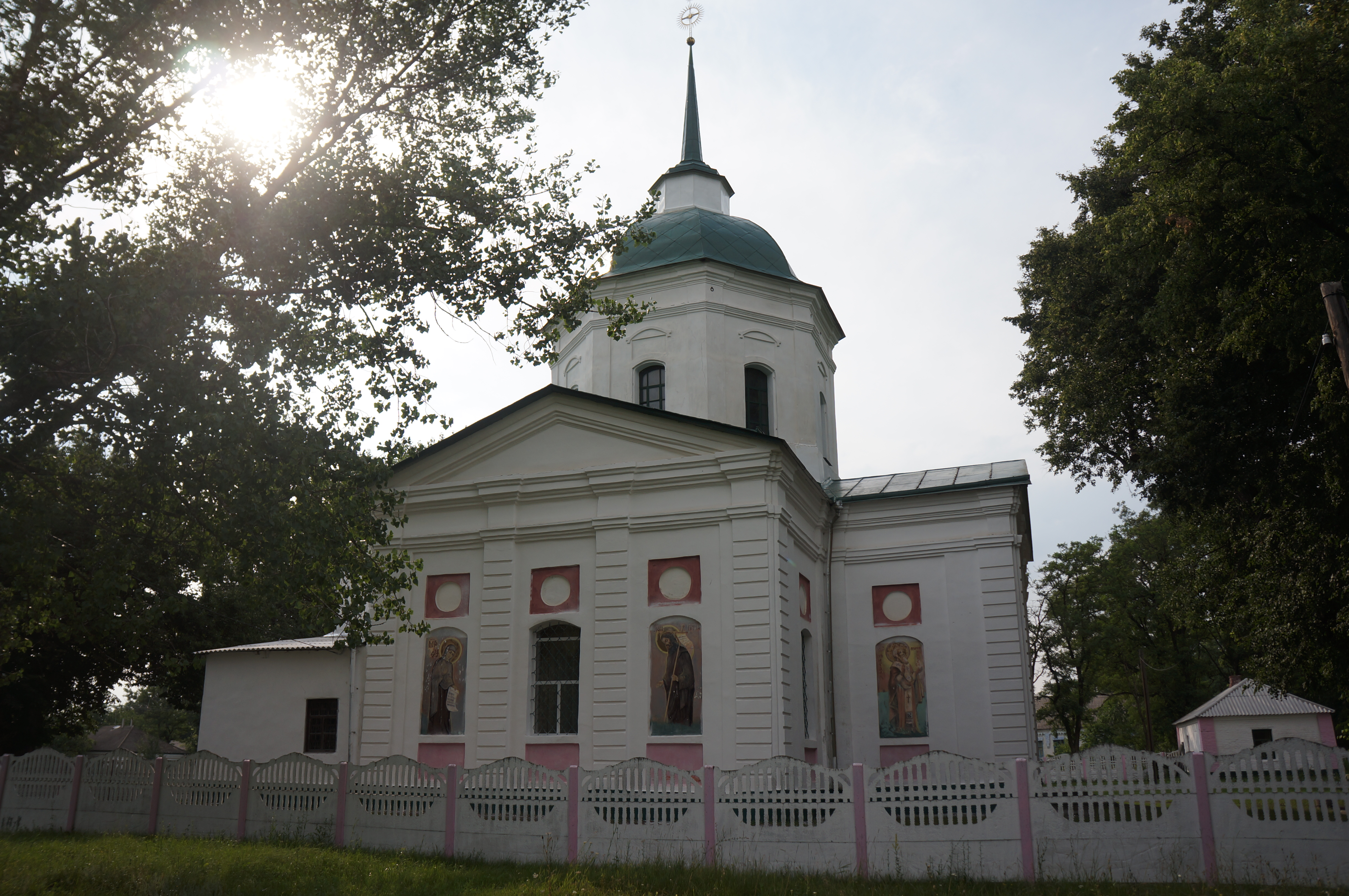

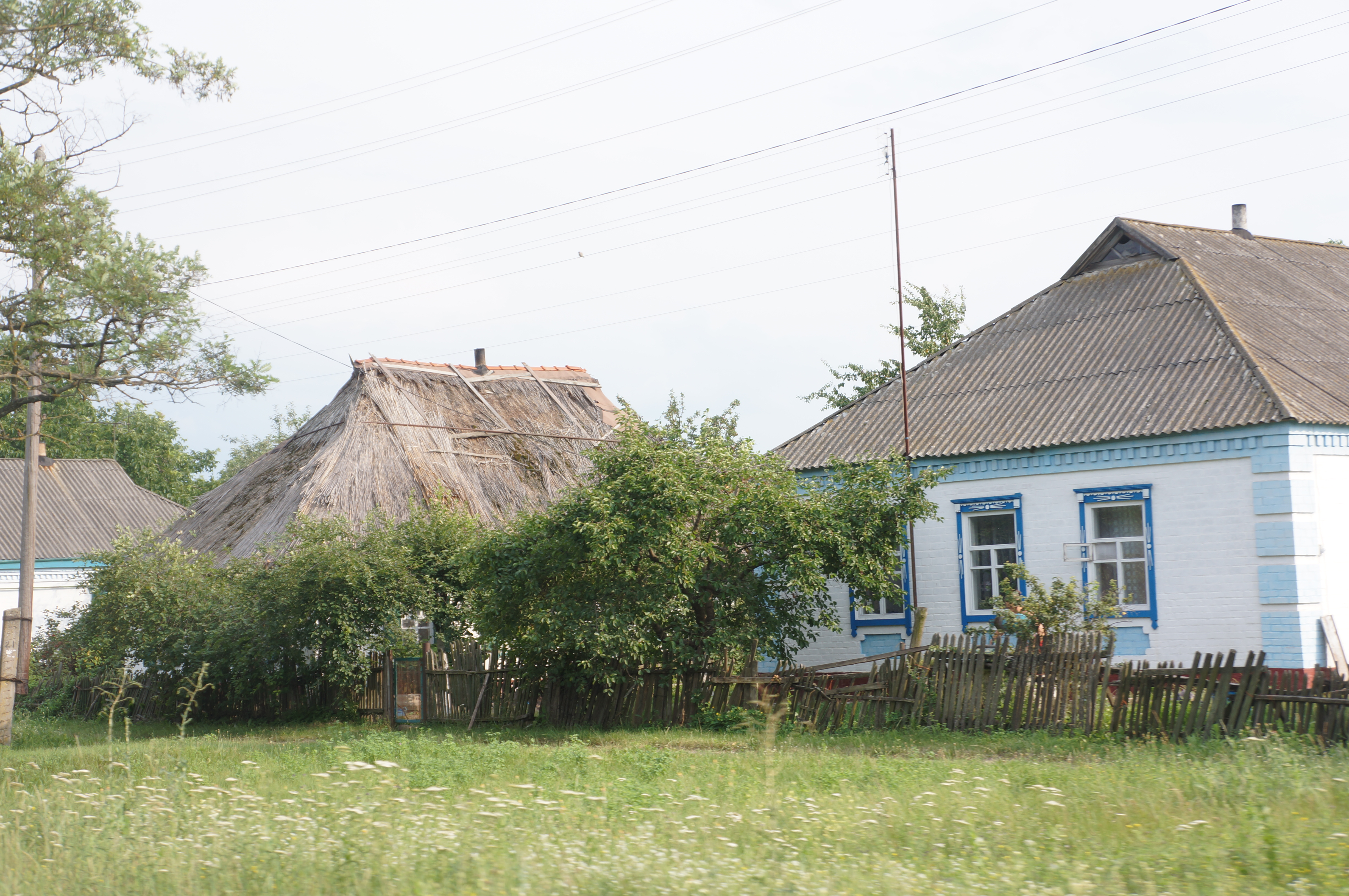

霍羅爾區（烏克蘭語：Хорольський район）是位於烏克蘭中部波爾塔瓦州的舊區，首府設於霍羅爾，並於2020年被撤銷。該區面積1,062平方公里，2015年人口34,952，人口密度每平方公里32.91人。